# Wierzba (województwo lubelskie)
Wierzba – wieś w Polsce, położona w województwie lubelskim, w powiecie zamojskim, w gminie Stary Zamość.
W latach 1975–1998 miejscowość należała administracyjnie do województwa zamojskiego.
Na terenie wsi funkcjonują dwa sołectwa: Wierzba Pierwsza i Wierzba Druga. Według Narodowego Spisu Powszechnego z roku 2011 wieś liczyła 933 mieszkańców.
Na terenie Wierzby znajduje się Gimnazjum im. Jana Zamoyskiego w Starym Zamościu.
Wierni Kościoła rzymskokatolickiego należą do parafii Wniebowzięcia Najświętszej Maryi Panny w Starym Zamościu.

## Części wsi
| SIMC    | Nazwa            | Rodzaj    |
| ------- | ---------------- | --------- |
| 0899408 | Karolówka        | część wsi |
| 0899414 | Kolonia Kwitkowa | część wsi |
| 0899420 | Kolonia Średnia  | część wsi |
| 0899437 | Kryniczny Dół    | część wsi |
| 0899443 | Leśniczówka      | część wsi |
| 0899450 | Rogatka          | część wsi |
| 0899466 | Widniówka        | część wsi |

## Historia
Wieś z rodowodem sięgającym zapewne XIV wieku, notowana w zapiskach źródłowych w roku 1418 (obok Janowca (1417), Pniówka(1429), Starego Zamościa (1429), Zdanowa (1432), Kalinowic (1434) i Szopinówka (1450)).
Słownik geograficzny Królestwa Polskiego z roku 1893 podaje opis dwóch wsi Wierzba Ordynacka i Plebańska, w powiecie zamojskim, gminie i parafii Stary Zamość, wsie odległe od Zamościa 15 wiorst, a od Starego Zamościa 1 wiorstę, położone przy trakcie lubelsko-lwowskim.
W Wierzbie Ordynackiej znajdowały się 3 domy dworskie, 45 włościańskich zamieszkałych przez 537 mieszkańców (w tym 17 prawosławnych) na obszarze 820 mórg.
W Wierzbie Plebańskiej zwanej także „Poproboszczowską” znajdowało się 7 domów i zamieszkiwało w nich 235 katolików; obejmowała 107 mórg gruntu. Karczma z zajazdem i kancelaria gminy Stary Zamość miała 3 domy i 12 mieszkańców. 
Według spisu z roku 1827 było w obu wsiach 51 domów i 371 mieszkańców.